# 1989
Падането на Берлинската стена през нощта на 9 ноември 1989 г., е символ за край на Студената война и за революцията наречена есента на народите, която свали комунистическите правителствата в Централна и Източна Европа, знак за обединението на Германия година по-късно.

## Световни събития
- 1 януари – Монреалският протокол влиза в сила
- 8 януари – Въздушна катастрофа в Кегуърт: самолетът при полет 092 на „Бритиш Мидленд Еъруейс“, се разбива в магистрала M1 и убива 47 от 126-те души на борда.
- 2 февруари – Червената армия напуска Кабул
- 3 февруари – Питър Бота подава оставка като президент на Южна Африка
- 3 февруари – След 35-годишно потисничество, парагвайският президент Алфредо Строснер е свален
- 8 февруари – Самолетът при полет 1851 на „Индипендънт Еър“ се удря в планината Пико Алто по време на заход към летище „Санта Мария“ на Азорските острови и убива всички 144 души на борда.
- 14 февруари – Аятолах Хомейни издава фатва, инструктираща екзекуцията на автора на „Сатанински строфи“, Салман Рушди
- 14 февруари – Товарната врата на самолетът при полет 811 на „Юнайтед Еърлайнс“ се отделя от самолета по време на полет над Тихия океан и причинява експлозивна декомпресия, която взривява няколко реда седалки и изхвърля от машината девет души, които губят живота си.
- 15 февруари – Съветският съюз завършва изтеглянето си от Афганистан.
- 7 март – Иран скъсва дипломатическите си отношения с Обединеното кралство.
- 10 март – Самолетът при полет 1363 на „Еър Онтарио“ се разбива  след излитане от регионалното летище „Драйдън“ в Канада и убива 24 от общо 45 души на борда.

- 24 март – нефтеният танкер „Ексон Валдес“ изтича край бреговете на Аляска и причинява една от най-големите екологични бедствия в историята
- 9 април – Трагедията от 9 април: Червената армия потиска антисъветските демонстрации със сила
- 15 април – Трагедията на стадион „Хилзбъро“ – 96 футболни фенове са смазани до смърт по време на мач между Ливърпул и Нотингам.
- 15 април – започват протестите на площад Тянанмън в Китай
- 29 май – България, Възродителен процес: На 29 май емисията на „По света и у нас“ на Националната телевизия започва с изявление на генералния секретар на ЦК на БКП и председател на Държавния съвет Тодор Живков, който призовава Турция да отвори границите си за български емигранти. Това изявление е началото на изселническа кампания, по-известна като „Голямата екскурзия“, която е последното мероприятие от поредицата репресивни действия на Българската комунистическа партия, насочени срещу българските турци и българските мюсюлмани от края на социалистическия режим.
- 3 юни – Китайската народна република изпраща военни части за евакуация на протестиращите на площад Тянанмън в Пекин след седем седмици демонстрации
- 4 юни – Солидарност спечели първите свободни избори в Полша след Втората световна война
- 19 юли – При едно от най-впечатляващите кацания, извършвани някога в историята на авиацията, самолетът при полет 232 на „Юнайтед Еърлайнс“ се приземява аварийно на летище „Су Сити“, Су Сити, Айова. Умират 112 от 296 пътници и екипаж на борда.
- 3 септември – Самолетът при полет 9046 на „Кубана де Авиасион“ се разбива в жилищен район на Хавана малко след излитане от международното летище „Хосе Марти“, Хавана и убива 150 души.
- 17 септември – Бомба, поставена в самолета при полет 772 на UTA от Бразавил до Париж, избухва над Сахара – загиват всички 170 души на борда.
- 21 октомври – Самолетът при полет 414 на TAN-SAHSA се разбива в планина преди да кацне в Тегусигалпа, Хондурас и убива 131 от общо 146 души на борда.
- 26 октомври – Самолетът при полет 204 на „Чайна Еърлайнс“ се разбива след излитане от летище Хуалиен в Тайван и убива всички 54 души на борда.
- 3 ноември – в София се провежда екологична демонстрация срещу проектите Рила – Места организирана от „Екогласност“
- 9 ноември – Обединение на Германия: Разрушена е Берлинската стена.
- 16 ноември – Кадифената революция: В Чехословакия започва тих, почти безкръвен преврат, по време на който комунистическото правителство е изгонено
- 10 ноември – Генералният секретар на БКП Тодор Живков е свален от власт. С това започва преходът на България от Народна република (тоталитарен режим на управление на БКП) към демократична парламентарна многопартийна система на управление.
- 18 ноември – Провежда се първият свободен митинг в България, организиран от „неформалните сдружения“, КТ „Подкрепа“ и „Екогласност“.
- 27 ноември – Самолетът при полет 203 на „Авианка“ експлодира във въздуха над Колумбия и убива всички 107 души на борда и 3 души на земята. Картелът „Меделин“ поема отговорност за атаката.
- 22 декември – Йон Илиеску (Ion Iliescu) поема властта като президент на Румъния и слага край на комунистическия режим на Николае Чаушеску (Nicolae Ceauşescu),
- 25 декември – Румънският президент Николае Чаушеску е екзекутиран заедно със съпругата си
- 28 декември – Кадифената революция: Александър Дубчек е избран за председател на чехословашкия парламент
- 29 декември – Вацлав Хавел е избран за президент на Чехословакия в резултат на Кадифената революция
- 30 декември – Румънският Национален съвет за спасение реши да разруши Секуритате

## Родени
- 3 януари
  - Алекс Линц, американски актьор
  - Кохей Учимура, японски гимнастик
- 6 януари – Анди Керъл, английски футболист
- 7 януари – Емилиано Инсуа, аржентински футболист
- 9 януари – Нина Добрев, българска актриса
- 11 януари – Пламен Крачунов, български футболист
- 18 януари
  - Иван Цачев, български футболист
  - Лазар Йовишич, сръбски футболист
- 19 януари – Дентиньо, бразилски футболист
- 27 януари – Жагурта Хамрун, алжирски футболист
- 28 януари – Виктор Нанков, бългаски футболист
- 1 февруари – Рики Пинейро, португалски футболист
- 4 февруари – Кристиян Узунов, български футболист
- 12 февруари – Мартин Калчев, български каратист
- 13 февруари – Атанас Зехиров, български футболист
- 20 февруари – Николай Чипев, български футболист
- 21 февруари
  - Вадис Оджиджа-Офое, белгийски футболист
  - Корбън Блу, американски актьор и певец
- 23 февруари – Килиан Шеридън, ирландски футболист
- 27 февруари – Владислав Митев, български футболист
- 28 февруари – Емануил Кетенлиев, български фътболист
- 16 февруари – Елизабет Олсън, американска актриса
- 1 март – Карлос Вела, мексикански футболист
- 4 март – Бранимир Костадинов, български футболист
- 5 март – Стърлинг Найт, американски актьор и певец
- 6 март – Агнешка Радванска, полска тенисистка
- 8 март – Веселин Цветковски, български футболист
- 9 март – Ким Тейон, южнокорейска певица
- 12 март 
  - Валентин Димов, български тенисист
  - Славена Вътова, български модел
- 16 март – Тио Уолкът, английски футболист
- 23 март – Ерик Максим Чупо-Мотинг, германски футболист
- 25 март – Скот Синклеър, английски футболист
- 26 март – Костадин Велков, български футболист
- 28 март – Пламена Петрова, българска поп и попфолк певица
- 7 април – Франко Ди Санто, аржентински футболист
- 18 април – Джесика Чонг, южнокорейска певица и моден дизайнер
- 19 април – Марко Арнаутович, австрийски футболист
- 23 април – Никол Вайдишова, чешка тенисистка
- 26 април – Стефан Станчев, български футболист
- 27 април – Мариан Ярабица, словашки футболист
- 2 май – Беноа Кое, френски футболист
- 5 май – Крис Браун, певец
- 6 май 
  - Генади Луго, български футболист
  - Ариа, българска попфолк певица и модел
- 11 май – Джовани дос Сантос, мексикански футболист
- 12 май – Джулия, българска попфолк певица
- 15 май – Съни – южнокорейска певица
- 19 май – Даниел Генов, български футболист
- 24 май – Емил Конрад, български влогър
- 1 юни – Селин Шекерджи, турска актриса
- 4 юни – Елдар Касимов, азербайджански певец
- 17 юни – Симон Батъл, американска певица и актриса († 2014 г.)
- 22 юни 
  - Алиун Папа Диуф, сенегалски футболист
  - Евгени Генчев, български музикант
- 7 юли – Клеър Холт, австралийска актриса
- 9 юли – Христо Крачанов, български футболист
- 12 юли
  - Иван Караджов, български футболист
  - Фийби Тонкин, австралийска актриса и модел
- 16 юли – Гарет Бейл, уелски футболист
- 23 юли
  - Даниъл Радклиф, британски актьор
  - Кристоф Бухнер, германски футболист
- 28 юли – Албин Екдал, шведски футболист
- 31 юли – Виктория Азаренка, беларуска тенисистка
- 1 август – Стефани Хуанг, американска певица
- 3 август – Сам Хътчинсън, английски футболист
- 4 август – Уан Хао, китайски шахматист
- 5 август – Райън Бертранд, английски футболист
- 8 август – Сесил Каратанчева, българска и казахстанска тенисистка
- 15 август – Джо Джонас, американски певец, музикант и актьор
- 19 август – Екатерина Карабашева, българска поетеса и писателка
- 21 август
  - Джъд Тръмп, английски професионален играч на снукър
  - Хейдън Пенетиър, американска певица и актриса
- 30 август – Юмико Ашикава, японски певец
- 1 септември
  - Бил Каулиц, немски певец и песнописец
  - Даниел Стъридж, английски футболист
  - Том Каулиц, немски китарист
- 2 септември – Алешандре Пато, бразилски футболист
- 5 септември – Катерина Греъм, американска актриса и певица
- 12 септември – Йосеф Йосефсон, исландски футболист
- 13 септември – Томас Мюлер, немски футболист
- 17 септември – София Джамджиева, българска актриса
- 22 септември
  - Хюйон южнокорейска певица и танцьорка
  - Сабине Лисицки, германска тенисистка
  - Тодор Георгиев, български футболист
- 29 септември – Константин Джорошки, български инженер-мениджър
- 1 октомври – Бри Ларсън, американска актриса и певица
- 3 октомври – Кристиан Мускалу, румънски футболист
- 5 октомври – Цветелина Янева, българска попфолк певица
- 13 октомври – Брено, бразилски футболист
- 14 октомври – Миа Вашиковска, австралийска актриса
- 23 октомври – Айсис Тейлър, американска порно актриса
- 29 октомври – Лейля Лидия Туутлу, турска актриса и модел
- 8 ноември – Джан Яман, турски актьор
- 10 ноември
  - Димитър Димитров, български футболист
  - Салас Окечукво, нигерийски футболист
- 20 ноември – Артак Дашан, арменски футболист
- 5 декември – Куон Юри, южнокорейска певица
- 13 декември – Тейлър Суифт, американска певица, авторка на песни и актриса
- 15 декември – Арина Родионова, руска тенисистка
- 27 декември – Катерина Лахно, украинска шахматистка
- 31 декември – Цветан Соколов, български волейболист

## Починали
- ? – Боню Ангелов, български филолог (р. 1915 г.)
- ? – Димитър Ценов, български поет (р. 1941 г.)
- 7 януари – Хирохито, император на Япония (р. 1901 г.)
- 23 януари – Салвадор Дали, испански сюрреалист (р. 1904 г.)
- 3 февруари – Джон Касавитис, американски актьор (р. 1929 г.)
- 7 февруари – Васил Акьов, български сценарист (р. 1924 г.)
- 12 февруари – Томас Бернхард, австрийски писател
- 22 февруари – Шандор Марай, унгарски писател
- 24 февруари – Тодор Панайотов, български художник (р. 1927 г.)
- 27 февруари – Конрад Лоренц, австрийски зоолог, лауреат на Нобелова награда за медицина през 1973 г. (р. 1903 г.)
- 28 февруари – Херман Бургер, швейцарски писател (р. 1942 г.)
- 4 март – Михаил Люцканов, български певец
- 20 март – Стоян Венев, български художник (р. 1904 г.)
- 22 март – Хорхе Лазаров, уругвайски музикант
- 29 март – Никола Златев, български художник (р. 1907 г.)
- 10 април – Николай Гринко, украински актьор
- 19 април – Дафни дю Морие, британска писателка
- 30 април – Серджо Леоне, италиански режисьор
- 20 май – Джон Хикс, британски икономист (р. 1904 г.)
- 27 май – Арсений Тарковски, руски поет и преводач
- 3 юни – Рухолах Хомейни, ирански политик и духовник (р. 1900 г.)
- 9 юни – Волфдитрих Шнуре, немски писател (р. 1920 г.)
- 23 юни – Мишел Афлак, политик и идеолог
- 4 юли – Леда Тасева, българска актриса
- 5 юли – Факира Мити, български илюзионист (р. 1910 г.)
- 6 юли – Янош Кадар, унгарски политик (р. 1912 г.)
- 16 юли – Херберт фон Караян, австрийски диригент (р. 1908 г.)
- 3 септември – Гаетано Ширеа, италиански футболист
- 4 септември – Жорж Сименон, френски писател от белгийски произход (р. 1903 г.)
- 12 септември – Стерьо Спасе, албански писател (р. 1914 г.)
- 15 септември – Робърт Пен Уорън, американски поет
- 4 октомври – Греъм Чапман, британски актьор и писател
- 15 октомври – Данило Киш, писател и преводач
- 22 октомври – Денчо Знеполски, деец на БКП, партизанин, военен деец
- 31 октомври – Георги Парцалев, български актьор (р. 1925 г.)
- 1 ноември – Михаела Рунчану, румънска певица и учителка (р. 1955 г.)
- 5 ноември – Владимир Хоровиц, руски пианист (р. 1903 г.)
- 12 ноември – Долорес Ибарури, испанска комунистка
- 22 ноември – Стефан Никушев, български футболист
- 14 декември – Андрей Сахаров, руски физик, лауреат на Нобелова награда за мир през 1975 г. (р. 1921 г.)
- 16 декември – Лий Ван Клийф, американски актьор (р. 1925 г.)
- 17 декември – Асен Панчев, български футболист (р. 1906 г.)
- 22 декември – Самюъл Бекет, ирландски драматург, поет и романист, лауреат на Нобелова награда за литература през 1969 г. (р. 1906 г.)
- 23 декември – Милко Гайдарски, български футболист (р. 1946 г.)
- 25 декември – Николае Чаушеску, президент на Румънската Социалистическа Република от 1965 до падането на режима му през декември 1989 г. (р. 1918 г.)
- 27 декември – Зуко Джумхур, босненски писател и художник (р. 1921 г.)

## Нобелови награди
- Физика – Норман Рамзи, Ханс Демелт, Волфганг Паул
- Химия – Сидни Олтман, Томас Чек
- Физиология или медицина – Джон Майкъл Бишоп, Харълд Вармъс
- Литература – Камило Хосе Села
- Мир – Тензин Гяцо
- Икономика – Тригве Хаавелмо